# Äng
Äng is een plaats in de gemeente Nässjö in het landschap Småland en de provincie Jönköpings län in Zweden. De plaats heeft 301 inwoners (2005) en een oppervlakte van 44 hectare.
De plaats tussen de steden Jönköping en Nässjö. Äng wordt omringd door bossen, maar er ligt ook wel landbouwgrond in de buurt van het dorp, ook ligt er een aantal kleine meertjes zoals het Dundersjön in de buurt van de plaats. Er is onder andere houtverwerkende industrie in de plaats te vinden, voor de rest staan er vooral vrijstaande huizen in het dorp.

## Verkeer en vervoer
Bij de plaats lopen de Riksväg 31, Riksväg 40 en Riksväg 47.
De plaats heeft een station op de spoorlijn Falköping - Nässjö.